# Al-Chafijja
Al-Chafijja (arab. الخفية) – wieś w Syrii, w muhafazie Hama. W 2004 roku liczyła 119 mieszkańców.